# Pitcairn (Nowy Jork)
Pitcairn – miasto w Stanach Zjednoczonych, w stanie Nowy Jork, w hrabstwie St. Lawrence.